# Home Affairs Select Committee

Le Home Affairs Select Committee est un comité de la chambre des communes dans le parlement du Royaume-Uni. Il a pour principale mission l'examination des dépenses publiques, de l'administration et de la politique du ministère de l'Intérieur.